# Lithinus
Lithinus är ett släkte av skalbaggar. Lithinus ingår i familjen vivlar.

## Dottertaxa tillLithinus, i alfabetisk ordning[1]
- Lithinus acanthopus
- Lithinus compressituber
- Lithinus cretaceus
- Lithinus fasciferus
- Lithinus fausti
- Lithinus frontalis
- Lithinus hildebrandti
- Lithinus hovanus
- Lithinus humeralis
- Lithinus ignorans
- Lithinus lobulifer
- Lithinus ludiosus
- Lithinus multinodosus
- Lithinus nigrocristatus
- Lithinus niveus
- Lithinus nodifer
- Lithinus parcelacteus
- Lithinus penicillatus
- Lithinus pipa
- Lithinus pipitzi
- Lithinus planus
- Lithinus quadripunctatus
- Lithinus robinsoni
- Lithinus rufopenicillus
- Lithinus sepidioides
- Lithinus seyrigi
- Lithinus sonticus
- Lithinus spinicollis
- Lithinus superciliosus
- Lithinus vadoni